# Igor Matanović
Igor Matanović (Amburgo, 31 marzo 2003) è un calciatore croato con cittadinanza tedesca, attaccante del Friburgo e della nazionale croata.

## Carriera

### Club
Cresciuto nel settore giovanile del St. Pauli, esordisce in prima squadra il 27 novembre 2020, disputando l'incontro di 2. Fußball-Bundesliga vinto per 0-1 contro l'Osnabrück. Il 16 gennaio 2021 realizza la sua prima rete con la squadra, nella vittoria per 2-3 in casa dell'Hannover 96. Il 30 agosto successivo viene acquistato dall'Eintracht Francoforte, con il quale firma un contratto fino al 2026, che lo rimane in prestito al St. Pauli per le due stagioni successive.

### Nazionale
Ha giocato nelle nazionali giovanili tedesche Under-17, Under-18 ed Under-19.
Il 3 giugno 2022 fa il suo debutto con la Croazia U-21, scende in campo da titolare nella partita persa 3-2 con la Norvegia. Il 27 settembre seguente sigla la prima rete per i Mali vatreni, va a segno nel tempo regolamentare della partita vinta 4-5 ai rigori contro la Danimarca.
Il 19 agosto 2024 viene convocato per la prima volta in nazionale maggiore, con cui esordisce il 5 settembre seguente nella sconfitta per 2-1 in Nations League contro il Portogallo. Il 12 ottobre seguente, sempre in Nations League, realizza il suo primo gol per i croati nel successo per 2-1 contro la Scozia.

## Statistiche

### Presenze e reti nei club
Statistiche aggiornate al 30 gennaio 2025.
| Stagione            | Squadra               | Campionato          | Campionato | Campionato | Coppe nazionali | Coppe nazionali | Coppe nazionali | Coppe continentali | Coppe continentali | Coppe continentali | Altre coppe | Altre coppe | Altre coppe | Totale | Totale |
| Stagione            | Squadra               | Comp                | Pres       | Reti       | Comp            | Pres            | Reti            | Comp               | Pres               | Reti               | Comp        | Pres        | Reti        | Pres   | Reti   |
| ------------------- | --------------------- | ------------------- | ---------- | ---------- | --------------- | --------------- | --------------- | ------------------ | ------------------ | ------------------ | ----------- | ----------- | ----------- | ------ | ------ |
| 2020-2021           | St. Pauli             | 2L                  | 18         | 1          | CG              | 0               | 0               | -                  | -                  | -                  | -           | -           | -           | 18     | 1      |
| 2021-2022           | St. Pauli             | 2L                  | 18         | 2          | CG              | 1               | 0               | -                  | -                  | -                  | -           | -           | -           | 19     | 2      |
| 2022-2023           | St. Pauli             | 2L                  | 18         | 0          | CG              | 2               | 0               | -                  | -                  | -                  | -           | -           | -           | 20     | 0      |
| Totale St. Pauli    | Totale St. Pauli      | Totale St. Pauli    | 54         | 3          |                 | 3               | 0               |                    | -                  | -                  |             | -           | -           | 57     | 3      |
| 2021-2022           | St. Pauli II          | RL                  | 2          | 0          | -               | -               | -               | -                  | -                  | -                  | -           | -           | -           | 2      | 0      |
| 2022-2023           | St. Pauli II          | RL                  | 1          | 0          | -               | -               | -               | -                  | -                  | -                  | -           | -           | -           | 1      | 0      |
| Totale St. Pauli II | Totale St. Pauli II   | Totale St. Pauli II | 3          | 0          |                 | -               | -               |                    | -                  | -                  |             | -           | -           | 3      | 0      |
| 2023-2024           | Karlsruhe             | 2L                  | 32         | 14         | CG              | 0               | 0               | -                  | -                  | -                  | -           | -           | -           | 32     | 14     |
| 2024-2025           | Eintracht Francoforte | BL                  | 15         | 1          | CG              | 2               | 1               | UEL                | 7                  | 0                  | -           | -           | -           | 24     | 2      |
| Totale carriera     | Totale carriera       | Totale carriera     | 104        | 18         |                 | 5               | 1               |                    | 7                  | 0                  |             | -           | -           | 116    | 19     |

### Cronologia presenze e reti in nazionale
| Cronologia completa delle presenze e delle reti in nazionale ― Croazia | Cronologia completa delle presenze e delle reti in nazionale ― Croazia | Cronologia completa delle presenze e delle reti in nazionale ― Croazia | Cronologia completa delle presenze e delle reti in nazionale ― Croazia | Cronologia completa delle presenze e delle reti in nazionale ― Croazia | Cronologia completa delle presenze e delle reti in nazionale ― Croazia | Cronologia completa delle presenze e delle reti in nazionale ― Croazia | Cronologia completa delle presenze e delle reti in nazionale ― Croazia |
| Data                                                                   | Città                                                                  | In casa                                                                | Risultato                                                              | Ospiti                                                                 | Competizione                                                           | Reti                                                                   | Note                                                                   |
| ---------------------------------------------------------------------- | ---------------------------------------------------------------------- | ---------------------------------------------------------------------- | ---------------------------------------------------------------------- | ---------------------------------------------------------------------- | ---------------------------------------------------------------------- | ---------------------------------------------------------------------- | ---------------------------------------------------------------------- |
| 5-9-2024                                                               | Lisbona                                                                | Portogallo                                                             | 2 – 1                                                                  | Croazia                                                                | UEFA Nations League 2024-2025 - 1º turno                               | -                                                                      | 61’                                                                    |
| 8-9-2024                                                               | Osijek                                                                 | Croazia                                                                | 1 – 0                                                                  | Polonia                                                                | UEFA Nations League 2024-2025 - 1º turno                               | -                                                                      | 69’                                                                    |
| 12-10-2024                                                             | Zagabria                                                               | Croazia                                                                | 2 – 1                                                                  | Scozia                                                                 | UEFA Nations League 2024-2025 - 1º turno                               | 1                                                                      | 71’                                                                    |
| 15-10-2024                                                             | Varsavia                                                               | Polonia                                                                | 3 – 3                                                                  | Croazia                                                                | UEFA Nations League 2024-2025 - 1º turno                               | -                                                                      | 61’                                                                    |
| 18-11-2024                                                             | Spalato                                                                | Croazia                                                                | 1 – 1                                                                  | Portogallo                                                             | UEFA Nations League 2024-2025 - 1º turno                               | -                                                                      | 63’                                                                    |
| Totale                                                                 |                                                                        | Presenze                                                               | 5                                                                      |                                                                        | Reti                                                                   | 1                                                                      |                                                                        |

| Cronologia completa delle presenze e delle reti in nazionale ― Croazia under 21 | Cronologia completa delle presenze e delle reti in nazionale ― Croazia under 21 | Cronologia completa delle presenze e delle reti in nazionale ― Croazia under 21 | Cronologia completa delle presenze e delle reti in nazionale ― Croazia under 21 | Cronologia completa delle presenze e delle reti in nazionale ― Croazia under 21 | Cronologia completa delle presenze e delle reti in nazionale ― Croazia under 21 | Cronologia completa delle presenze e delle reti in nazionale ― Croazia under 21 | Cronologia completa delle presenze e delle reti in nazionale ― Croazia under 21 |
| Data                                                                            | Città                                                                           | In casa                                                                         | Risultato                                                                       | Ospiti                                                                          | Competizione                                                                    | Reti                                                                            | Note                                                                            |
| ------------------------------------------------------------------------------- | ------------------------------------------------------------------------------- | ------------------------------------------------------------------------------- | ------------------------------------------------------------------------------- | ------------------------------------------------------------------------------- | ------------------------------------------------------------------------------- | ------------------------------------------------------------------------------- | ------------------------------------------------------------------------------- |
| 3-6-2022                                                                        | Drammen                                                                         | Norvegia under 21                                                               | 3 – 2                                                                           | Croazia under 21                                                                | Qual. Europeo Under-21 2023                                                     | -                                                                               | 61’                                                                             |
| 27-9-2022                                                                       | Vejle                                                                           | Danimarca under 21                                                              | 2 – 1 (4 – 5 dtr)                                                               | Croazia under 21                                                                | Qual. Europeo Under-21 2023                                                     | 1                                                                               | 79’ 86’                                                                         |
| Totale                                                                          |                                                                                 | Presenze                                                                        | 2                                                                               |                                                                                 | Reti                                                                            | 1                                                                               |                                                                                 |